# Cosmic Soldier
Cosmic Soldier  is een computerspel dat in 1985 werd ontwikkeld door Kogado Software Products en werd uitgegeven door het Japanse ASCII Corporation. Het spel speelt zich af in het jaar 3530. Het doel van het spel is met een soldaat van de Galactic Alliance en zijn metgezen, een mooie vrouwelijke androïde, te infiltreren in de Quila base en de vijand hierbij te overwinnen.